# Hyponectria
Hyponectria — рід грибів родини Hyponectriaceae. Назва вперше опублікована 1878 року.